# Edward Pasquale
Edward "Eddie" Pasquale, född 20 november 1990, är en kanadensisk professionell ishockeymålvakt som tillhör NHL-organisationen Tampa Bay Lightning och spelar för deras primära samarbetspartner Syracuse Crunch i AHL.
Han har tidigare tillhört NHL-organisationerna Edmonton Oilers, Detroit Red Wings, Montreal Canadiens, Washington Capitals, Winnipeg Jets och Atlanta Trashers. Han har dock aldrig spelat en NHL-match utan istället har han spelat för respektive klubbs farmarklubb i AHL: Bakersfield Condors, Grand Rapids Griffins, St. John's IceCaps, Hershey Bears och Chicago Wolves.
Han har också spelat för Brampton Beast och Gwinnett Gladiators i ECHL samt Belleville Bulls och Saginaw Spirit i Ontario Hockey League (OHL).
Han draftades i fjärde rundan i 2009 års draft av Atlanta Thrashers som 117:e spelare totalt.